# Mirjam Karoli
Mirjam Karoli, również jako Miriam Karoly (hebr. מרים קרולי, ur. 3 maja 1925 w Wiedniu, zm. 17 lutego 1994 w Hajfie) – izraelska artystka, graficzka, projektantka plakatów, herbów miast, okładek książek, monet i medali. Pierwsza kobieta, która zaprojektowała znaczki dla Poczty Izraela.

## Życiorys
Urodziła się 3 maja 1925 roku w Wiedniu w rodzinie Klugerów. Jako mała dziewczynka chciała zostać tancerką baletową. W tym celu rodzice zapisali ją na naukę baletu do Opery Wiedeńskiej. W 1939 roku wraz z rodzicami i bratem dokonała aliji do Palestyny. Tam rodzice uznali, że powinna zostać inżynierem, jak jej ojciec i brat. Sama wolała zająć się jednak sztuką. Przez cztery lata uczyła się grafiki i rysunku w Hajfie u Aharona Meiselmana. Przez trzy lata koncentrowała się na malarstwie pejzażowym, później na grafice. W 1944 roku poślubiła Eryka Waltera Karoliego. W 1950 roku zakończyła studia. W tym samym roku wygrała pierwszy konkurs na projekt godła Akki , proponując herb w kształcie czterodzielnego krzyża z przedstawieniami palm i panoramy miasta w prawym górnym polu, statku (miasta portowego) po lewej u góry, koła zębatego i fabryki (symboli rozwoju przemysłu w mieście) w prawym dolnym polu oraz Starego Miasta lewym dolnym. Później zaprojektowała również symbol portu w Hajfie .
Szczególne zainteresowanie przejawiała w zakresie liter oraz motywów biblijnych, co przełożyło się na jej projekty znaczków dla Poczty Izraela, które były wydawane w latach 1955–1963 w ramach sześciu serii. Uważała, że swoją interpretacją tradycji żydowskiej wpłynie na tożsamość nowego państwa. W 1955 roku zaprojektowała serię znaczków Alijat ha-No’ar (alija młodych). Na jednym ze znaczków, dotyczącym rolnictwa, przedstawiła chłopca z królikiem. Jest to jednak zwierzę niekoszerne i projekt nie zyskał aprobaty ówczesnego Ministra Poczty Josefa Burga. Doradzono jej także, aby przedstawiła chłopca w charakterystycznym dla izraelskich pionierów kapeluszu (tzw. kowa tembel). Na nowym projekcie chłopiec miał już zakrytą głowę i trzymał baranka .
W latach 1955–1957 wydano trzy serie znaczków Mo’edim le-simcha z życzeniami na święta żydowskie. Pierwsze dwie serie przedstawiały instrumenty muzyczne, a trzecia pieczęcie z czasów Królestwa Judy i Królestwa Izraela .
W 1958 roku wygrała konkurs na plakat z okazji 10. rocznicy niepodległości Izraela. Konkursy rocznicowe były wówczas bardzo cenione wśród krajowych artystów, a zwycięzcy zyskiwali ogólnonarodowe uznanie. Na plakacie przedstawiła 10 osób układających mozaikę w kształcie litery jod (od niej rozpoczyna się hebrajska nazwa Izraela - ישראל), na której znajduje się liczba 10 oraz hebrajskie słowo asor, czyli dekada. Motyw mozaiki miał nawiązywać do starożytnych podłóg w synagogach żydowskich. Karoli wygrała także konkurs na plakat z okazji dnia niepodległości w następnym roku. Odeszła w nim od motywu mozaiki na rzecz różnokolorowych plam, które miały symbolizować fajerwerki, a obok barwnych plam znalazła się rodzina imigrantów na tle statków .
W latach 1958–1959 zaprojektowała dwie monety kolekcjonerskie z serii Dzień Niepodległości. W 1960 zaprojektowała awers monety upamiętniającej 50. rocznicę powstania kibucu Deganja z serii Chanuka. W 1960 roku została poproszona o zaprojektowanie awersu monety z okazji 100. rocznicy urodzin Theodora Herzla (ukazała się w serii Dzień Niepodległości). W 1962 roku zaprojektowała awersy złotych monet o nominale 50 i 100 lir z okazji 10. rocznicy śmierci pierwszego prezydenta Izraela Chaima Weizmana, a także medal z okazji pomyślnego wystrzelenia rakiety nośnej Shavit-2 w 1961 roku.
Zaprojektowała także medale z okazji wybudowania szpitala Hadassa (1960) i organizacji Festiwali Izraela (1961–1962) oraz medal pielgrzymów (1963), który otrzymał papież Paweł VI podczas wizyty w Izraelu .
Stworzyła wzory na porcelanę firmy Naaman czy płaskorzeźby w Hajfie. Zorganizowała 13 indywidualnych i 40 zbiorowych wystaw na całym świecie . Ponadto zajmowała się projektowaniem okładek książek, tworzeniem murali, a także znaczków pocztowych dla Ghany.
Ze względu na ciężki stan zdrowia jej męża postanowili wspólnie popełnić samobójstwo 17 lutego 1994 roku w Hajfie.

## Galeria

Herb Akki
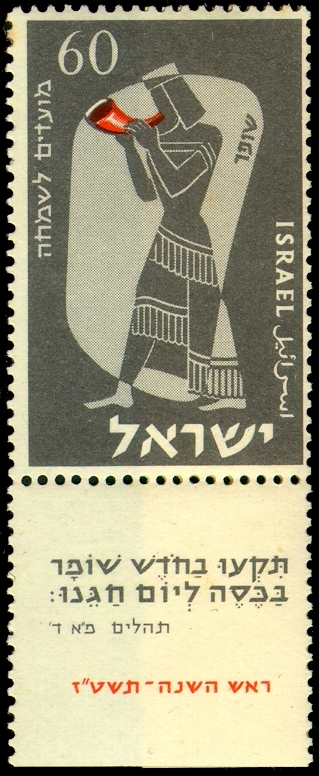
Jeden ze znaczków z serii Mo’edim le-simcha, 1955 rok
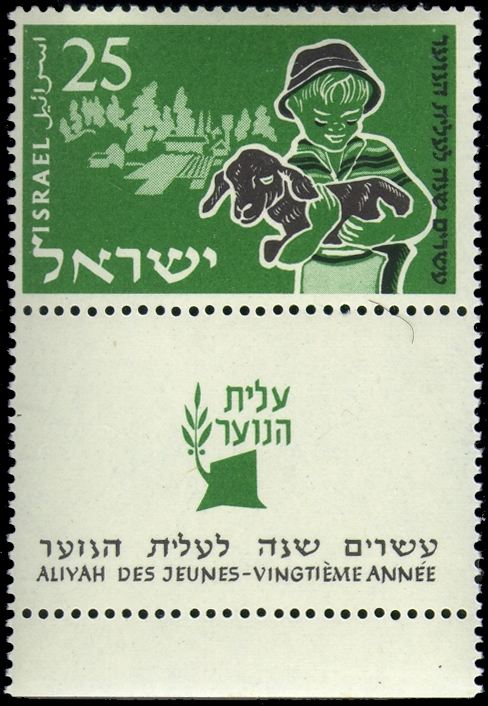
Znaczek z serii Alijat ha-No’ar z chłopcem trzymającym baranka, 1955 rok